# Burst (Band)
Burst war eine schwedische Progressive-Metal-Band aus Kristinehamn, die im Jahr 1993 unter dem Namen Dislars gegründet und 2009 aufgelöst wurde.

## Geschichte
Die Band wurde im Jahr 1993 unter dem Namen Dislars von Sänger Linus Jägerskog, Gitarrist Jonas Rydberg, Bassist Jesper Liveröd und Schlagzeuger Patrik Hultin gegründet. Anfangs spielten sie einfachen Crustcore, Grindcore und Hardcore Punk. Jedoch wurde die Musik im Laufe der Zeit komplexer, sodass sie ihren Namen in Burst änderten, um diesen Wandeln noch zu unterstreichen. Die Band veröffentlichte zwei EPs, wobei eine davon von Dan Swanö produziert wurde. Außerdem hielt die Band Konzerte in ganz Skandinavien zusammen mit anderen Gruppen wie Breach, Refused und Abhinanda. Dadurch erreichte die Band einen Vertrag mit Melon Records. Bei diesem Label erschien die EP Shadowcaster im Jahr 1996 und das Debütalbum Two Faced im Jahr 1998. Im Jahr 2000 erschien das Album Conquest: Writhe auf Vinyl über Putrid Filth Conspiracy und auf CD bei Prank Records.
Die EP In Coveting Ways folgte im Jahr 2002 bei Chrome Saint Magnus. Die EP wurde im Studio Fredman von Fredrik Reinedahl und Fredrik Nordström aufgenommen. Danach folgte eine Tour durch Europa sowie vereinzelte Auftritte in Schweden und Norwegen. Danach begannen die Arbeiten zum Album Prey On Life. Das Album wurde erneut von Fredrik Reinedahl in seinem Studio Phlat Planet aufgenommen. Außerdem erreichte Burst einen Vertrag mit Relapse Records, sodass das Album im Jahr 2003 veröffentlicht wurde. Zudem hielt die Band Touren durch Großbritannien, Europa und Skandinavien zusammen mit Band wie The Dillinger Escape Plan, Mastodon, Poison the Well und Alchemist. Während dieser Touren schrieb die Band bereits an neuem Material. Das Album Origo wurde im Music-a-Maticby unter der Leitung von Fredrik Reinedahl und Henryk Lipp aufgenommen. Das Album erschien im Jahr 2005. Das letzte Album Lazarus Bird erschien im Jahr 2008, ehe sich die Gruppe im Folgejahr auflöste.

## Stil
Die Band spielte anfangs einfachen Crustcore, Grindcore und Hardcore Punk. Später spielte die Band progressiven Metal der als eine Mischung aus Neurosis, Mastodon und Isis beschrieben wird.

## Diskografie
- Burst. (EP, 1994, Eigenveröffentlichung)
- Burst. (EP, 1995, Eigenveröffentlichung)
- Two Faced. (Album, 1998, Melon Records)
- Lash Out / Burst. (Split mit Lash Out, 1998, Impression Records)
- Conquest : Writhe. (Album, 2000, Putrid Filth Conspiracy (Vinyl), Prank Records (CD))
- Promo 2001. (Demo, 2001, Eigenveröffentlichung)
- In Coveting Ways. (EP, 2002, Chrome Saint Magnus)
- Forlani / Sculpt the Lives. (Split mit Burnt by the Sun, 2003, Relapse Records)
- In Coveting Ways & Conquest: Writhe. (Kompilation, 2003, Ritual Records)
- Prey On Life. (Album, 2003, Relapse Records)
- Origo. (Album, 2005, Relapse Records)
- Burst / The Ocean. (Split mit The Ocean, 2005, Garden of Exile Records)
- Lazarus Bird. (Album, 2008, Relapse Records)